# Postrer Río
Postrer Río è un comune della Repubblica Dominicana di 6.792 abitanti, situato nella Provincia di Independencia. Comprende, oltre al capoluogo, un distretto municipale: Guayabal.